# زیدالله طلوعی
زیدالله طلوعی، (زادهٔ: ۱۳۲۵، گرگان ) ، نوازندهٔ ایرانی تار و سه‌تار و از اعضای هیئت مدیرهٔ خانهٔ موسیقی است.

## زندگی
زیدالله طلوعی در سال ۱۳۲۵ در شهرستان گرگان به دنیا آمد. او آموزش تار را نزد پدربزرگش، که با نواختن تار و سه‌تار آشنایی داشت، آغاز کرد. او پس از مدتی به تهران آمد و در هنرستان موسیقی نزد حبیب‌الله صالحی و علی‌اکبر خان شهنازی، ردیف موسیقی ایرانی را آموخت. سپس به کلاس محمود کریمی رفت و هم‌زمان توسط محمدرضا لطفی با شیوه‌های نورعلی خان برومند آشنا شد.
در سال ۱۳۵۴ و با تأسیس گروه شیدا به سرپرستی محمدرضا لطفی، زیدالله طلوعی به عضویت این گروه درآمد. او با این گروه در تهیهٔ مجموعه آلبوم‌های چاووش و آثاری چون جانِ جان و سپیده همکاری کرد. همچنین او در آلبوم بیداد هم به عنوان نوازندهٔ تار همکاری داشت.

## شاگردان
از جمله شاگردان طلوعی، علی لطفی، حمید متبسم، بهداد بابایی، رامین جزایری و پیمان سلطانی،امیرحسین اسکندری،  هومن کوثری و  حامد نیک پی و بهاره فیاضی را  می‌توان نام برد.